# ツィラヴ・マエリゾ・ランジャザフィ
ツィラヴ・マエリゾ・ランジャザフィ（マダガスカル語: Tsilavo Maherizo Randrianjafy）は、マダガスカルの外交官。マダガスカル・カトリック大学（UCM）出身。2010年、外務省に入省。アンタナナリボの本省勤務や清華大学留学、ソウル大学校留学を経て、2019年10月3日より駐日大使館公使参事官兼臨時代理大使を務めている。姓名の順で、ランジャザフィ・ツィラヴ・マエリゾ（マダガスカル語: Randrianjafy Tsilavo Maherizo）と呼ばれることも少なくない。

## 学歴
- 2007年: マダガスカル・カトリック大学（英語版）（UCM） 社会科学学士[1]
- 2012年: 清華大学公共管理学院（中国語版） 行政学修士[1]
- 2016年: ソウル大学校国際学大学院 国際関係学修士[1]

## 経歴
- 2010年 - 2011年: 外務省経済局経済振興部[1]
- 2012年 - 2014年: 外務省地域統合局COMESA・SADC部[1]
- 2014年: 外務省アジア太平洋・新興国局アジア太平洋部[1]
- 2017年 - 2018年: 外務省経済開発協力局[1][3]
- 2018年 - 2019年: 外務省開発援助局[1][4]
- 2019年: 外務省政策研究所[1]
- 2019年 - （現職）: 駐日大使館公使参事官、うち2019年10月3日以降は臨時代理大使を兼任[1][2]

### テキスト
- 協力が将来の関係を構築するための基地となる (Cooperation builds base for future relations) （英語） - 2022年6月27日
- パンデミックの困難を共に乗り越える (Weathering pandemic difficulties together) （英語） - 2021年10月15日
- 二国間関係は継続的な発展を見せている (Bilateral relationship sees continued growth) （英語） - 2020年6月26日
- 県民公開授業「国際理解と平和～大使リレー講座～（講師: 駐日マダガスカル共和国臨時特命全権大使）」が開催されました - 2020年1月14日

### 動画
- 琴平メイ The world music ship レインボータウンFM 2021年9月 ゲスト: マダガスカル大使館 ランジャザフィ ツィラヴ マエリゾ大使 - 2022年1月4日
- 在日マダガスカル大使館からのメッセージ - Tokiwa Plant Museum - 2021年2月18日

| 公職                                  | 公職                                  | 公職          |
| ------------------------------------- | ------------------------------------- | ------------- |
| 先代 ミレイユ・ミアリ・ラクトゥマララ | 駐日マダガスカル大使館公館長 2019年 - | 次代 （現職） |